# 838
El 838 (DCCCXXXVIII) fou un any comú començat en dimarts del calendari julià.

## Esdeveniments
- Agost: els abbàssides saquegen i arrasen la ciutat romana d'Orient d'Amòrion.[1]

## Necrològiques
- Al-Abbàs ibn al-Mamun